# Edeka
Edeka — одна з найбільших мереж супермаркетів у Німеччині. Заснована в 1907 році як кооператив, компанія сьогодні є одним із основних гравців на ринку роздрібної торгівлі в Німеччині. Edeka має широку мережу магазинів по всій країні, охоплюючи різні формати — від невеликих локальних магазинів до великих гіпермаркетів.

## Історія
- Типи магазинів Edeka
- Edeka Center — великі гіпермаркети, що пропонують широкий асортимент товарів.
- Edeka Express — невеликі магазини, орієнтовані на швидкий шопінг.
- Edeka Bio — спеціалізовані магазини, що продають органічні продукти.

## Сучасний стан
На сьогоднішній день Edeka є однією з найбільших роздрібних мереж у Німеччині, займаючи провідні позиції на ринку. 